# Lorenzo Olarte Cullen

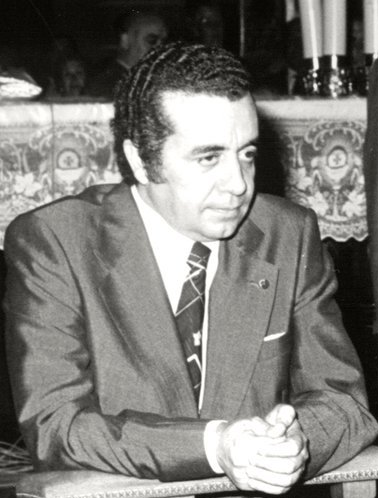
Lorenzo Olarte Cullen, 1979

Lorenzo Olarte Cullen (* 1933; † 2. Februar 2024) war von 1989 bis 1991 Präsident der Regierung der Kanarischen Inseln, einer Autonomen Gemeinschaft Spaniens.
Lorenzo Olarte war Rechtsanwalt. 1974 begann seine politische Karriere als Präsident der Regierung von Gran Canaria. 1992 gründete er die Centro Canario Independiente (CCI), aus der später das Centro Canario Nacionalista (CCN) wurde. Diese bildete später mit weiteren Parteien zusammen die Coalición Canaria CC. Unter Fernando Fernández Martín wurde Olarte 1987 Vizepräsident der Kanarischen Regierung. 1988 übernahm Olarte den Posten des Kanarischen Präsidenten von 1988 bis 1991.
Von 1995 bis 1999 war Olarte erneut Vizepräsident, diesmal unter Manuel Antonio Hermoso Rojas. Danach zog sich Olarte aus der Politik zurück. Er gab an, sich um seine Familie und seine Anwaltspraxis zu kümmern. Mitte 2006 brachte er sich wieder mit Diskussionen in die Regionalpolitik ein.
Er verstarb am 2. Februar 2024 im Alter von 91 Jahren.